# Fate's Funny Frolic
Fate's Funny Frolic è un cortometraggio muto del 1911 diretto da R.E. Baker.

## Produzione
Il film fu prodotto dalla Essanay Film Manufacturing Company.

## Distribuzione
Distribuito dalla General Film Company, il film uscì nelle sale cinematografiche USA il 25 agosto 1911.